# Arthur Cockfield
Lord Francis Arthur Cockfield (Horsham, 28 september 1916 – Oxford, 8 januari 2007) was een politicus van Britse afkomst. Cockfield was tussen 1979 en 1982 staatssecretaris van de Schatkist en tussen 1982 en 1983 minister van Handel in de regering van Margaret Thatcher. Eind jaren tachtig was hij Europees commissaris in de eerste commissie van Jacques Delors (1985-89).

## Biografie
Cockfield studeerde Rechten en Economie aan de London School of Economics. Tussen 1945 en 1952 was hij directeur van statistisch bureau Inland Revenue. Vervolgens was Cockfield tussen 1952 en 1961 verantwoordelijk voor de financiën bij het farmaceutisch bedrijf Boots Company. In 1961 werd hij verheven tot voorzitter van de Raad van Bestuur. Deze positie bekleedde Cockfield tot en met 1967. In april 1978 werd hij lid van het Hogerhuis. Een jaar later werd hij benoemd tot staatssecretaris van de Schatkist. Cockfield werd in 1982 benoemd tot minister van Handel. In 1983 werd hij financieel adviseur van Margaret Thatcher.
Thatcher benoemde hem in januari 1985 tot Europees commissaris in de eerste commissie van Jacques Delors. Cockfield kreeg de portefeuilles Interne Markt, Belastingen en Douane. In 1985 nam hij het initiatief een inventarisatie te laten maken van alle maatregelen die binnen de Europese Gemeenschap genomen zouden moeten worden om een interne markt tot stand te brengen. Dat leidde tot het Witboek van de Commissie voor de Europese Raad 'De voltooiing van de interne markt' met voorstellen tot 300 Europese richtlijnen.' Die richtlijnen zouden uiterlijk in 1992 gerealiseerd moeten zijn. De uitdrukking 'Europa 1992' kreeg een magische klank. Veel voornemens zijn onder de Commissie Delors gerealiseerd en dat betekende voor Europa een periode van grote daadkracht en optimisme.